# 君召乡
君召乡，是中华人民共和国河南省郑州市登封市下辖的一个乡镇级行政单位。

## 行政区划
君召乡下辖以下地区：
君召村、赵家洼村、周洼村、蔺沟村、孙庄村、钱岭村、杨沟村、红石头沟村、水么湾村、刘李庄村、晋爻村、宋沟村、陈窑村、黄城村、大呼沱村、范堂村、常寨村、胥店村、海渚村、西王庄村和石坡窑村。